# Fastlane (2015)
Fastlane (2015) foi um evento de luta livre profissional produzido pela WWE e transmitido em formato pay-per-view e pelo WWE Network, que ocorreu em 22 de fevereiro de 2015 no FedEx Forum na cidade de Memphis, Tennessee. Este foi o primeiro evento da cronologia do Fastlane, que substituiu o Elimination Chamber como o pay-per-view de fevereiro, sendo ainda o segundo evento no calendário de 2015 da WWE.
Foram realizados sete combates de luta livre profissional, que produziram um supercard. No evento principal, Roman Reigns derrotou Daniel Bryan para reafirmar sua posição de desafiante ao Campeonato Mundial dos Pesos-Pesados da WWE no WrestleMania 31. Nos combates preliminares, o campeão intercontinental Bad News Barrett derrotou Dean Ambrose por desqualificação e Rusev derrotou John Cena por submissão para manter o Campeonato dos Estados Unidos da WWE.
Fastlane recebeu críticas mistas de sites especializados. Os principais pontos negativos destacados foram os finais duvidosos de várias das lutas, juntamente com a plateia "morta", que durante todo o evento não mostrou reação aos acontecimentos, atrapalhando no ritmo dos combates. Em contrapartida, a qualidade dos confrontos entre Rusev e Cena e Roman Reigns contra Daniel Bryan foram os pontos avaliados como positivos, recebendo assim as melhores avaliações nas analises.

## Antes do evento

### Produção
Em 26 de outubro de 2014, foi confirmado a criação do Fastlane, servindo como o evento de fevereiro na grade de pay-per-views de 2015 da WWE, substituindo assim o Elimination Chamber, que foi extinto. No comunicado, foi divulgado que ele ocorreria em 22 de fevereiro de 2015 no FedEx Forum na cidade de Memphis, Tennessee. Os ingressos foram colocados à venda em 9 de dezembro de 2014, através do Ticketmaster, com preços variando de $ 25 à $ 350. Em 29 de janeiro de 2015, também foi anunciado que o WWE Network seria gratuito no mês de fevereiro para todos os novos assinantes, tornando o Fastlane no segundo pay-per-view com a possibilidade de ser assistido de forma gratuita na história da empresa, sendo o Survivor Series de 2014 o primeiro.

### Rivalidades

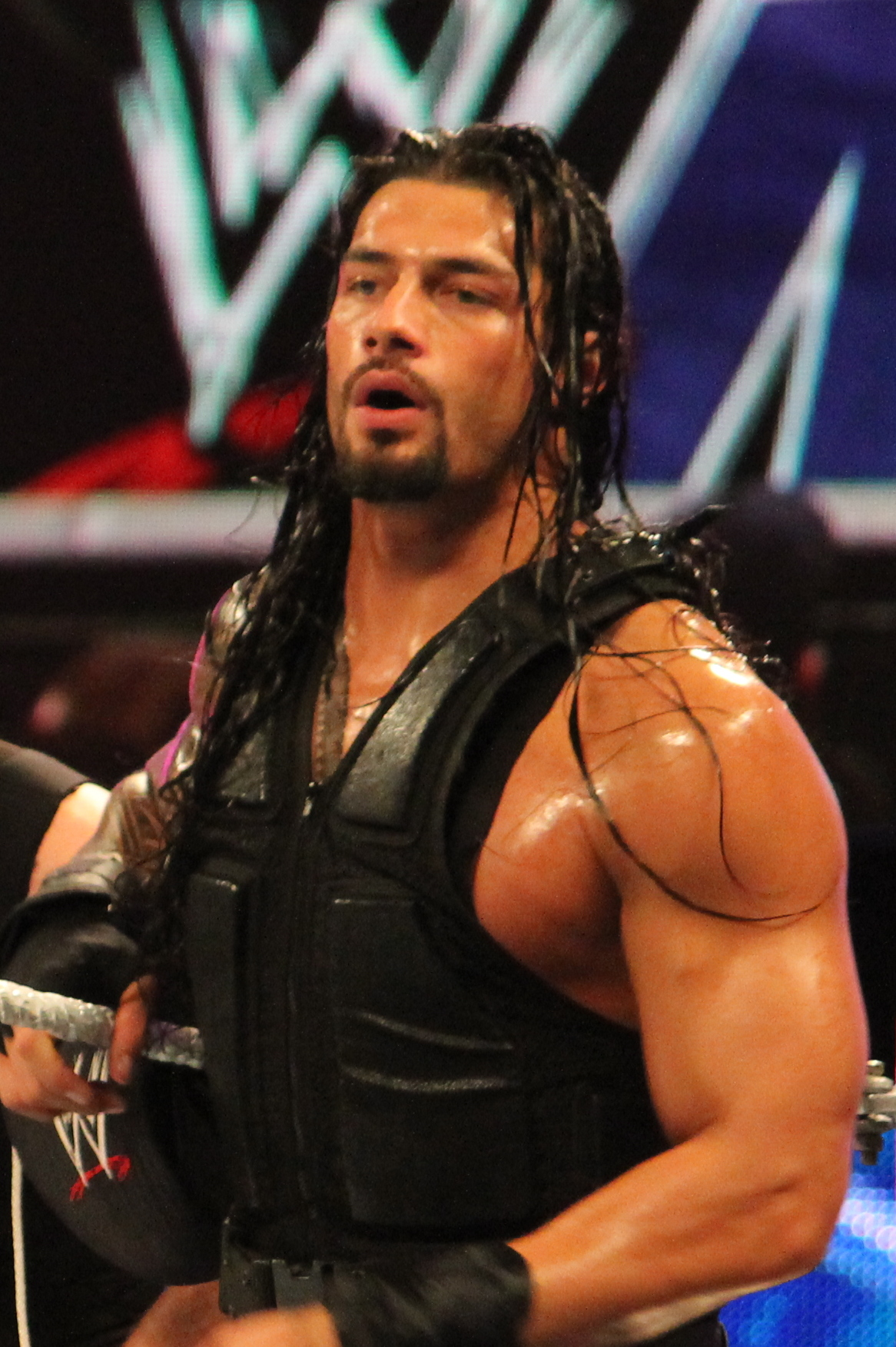
Roman Reigns colocou sua oportunidade de disputar o Campeonato Mundial dos Pesos-Pesados da WWE no WrestleMania 31 em jogo contra Daniel Bryan.

Fastlane teve combates de luta livre profissional de diferentes lutadores com rivalidades e histórias pré-determinadas que se desenvolveram no Raw, SmackDown e Main Event — programas de televisão da WWE, tal como nos programas transmitidos pela internet - Superstars e NXT. Os lutadores interpretaram um vilão ou um mocinho seguindo uma série de eventos para gerar tensão, culminando em várias lutas.
No Royal Rumble, Roman Reigns venceu a tradicional luta homônima, ganhando assim o direito de disputar o Campeonato Mundial dos Pesos-Pesados da WWE na posse de Brock Lesnar no WrestleMania 31. No Raw de 2 de fevereiro, enquanto Reigns discursa sobre sua vitória, Daniel Bryan o interrompeu, afirmando que merecia uma revanche pelo título mundial, já que durante seu reinado, ele teve que abdicar o campeonato devido a uma lesão, deste modo nunca perdendo de facto o campeonato. Triple H e Stephanie McMahon (figuras de autoridade conhecidos conjuntamente como "The Authority") intervieram e ofereceram uma proposta aos dois: Bryan teria que enfrentar Seth Rollins na mesma noite, onde o vencedor dessa luta entrefaria Reigns no Fastlane pela posição de desafiante ao Campeonato Mundial dos Pesos-Pesados da WWE no WrestleMania. Ambos aceitaram o acordo, e mais tarde naquele programa, Bryan derrotou Rollins com a ajuda de Reigns, oficializando assim o combate entre eles no evento.
Enquanto John Cena era entrevistado no pós-show do Royal Rumble, Rusev, irado pela sua eliminação no combate de mesmo nome, interrompeu a entrevista e atacou Cena, o que gerou uma briga nos bastidores entre os dois. No dia seguinte, foi confirmado no site da WWE que eles se enfrentariam no Fastlane, onde o Campeonato dos Estados Unidos da WWE de Rusev estaria em jogo. Nas semanas seguintes, Cena e Rusev (acompanhado da sua "embaixadora social", Lana) trocaram provocações e agressões físicas, chegando ao ponto de cada um ser nocauteado pelo adversário em episódios diferentes do Raw.
Na edição do Raw de 19 de janeiro, Dean Ambrose derrotou o campeão intercontinental, Bad News Barrett. No Raw de 2 de fevereiro, Ambrose demonstrou suas intenções de lutar pelo título de Barrett, que se negou a lhe ceder uma chance de disputar o seu campeonato. No Raw de 16 de fevereiro, após Barrett derrotar Damien Mizdow, Ambrose o atacou e em seguida amarrou suas mãos no poste do ringue, obrigando-o a assinar o contrato por uma luta pelo título Intercontinental no Fastlane.
No Main Event de 6 de janeiro, Paige derrotou a campeã das Divas, Nikki Bella, para tornar-se na desafiante ao título. No Royal Rumble, ela e Natalya se uniram contra Nikki e sua irmã gêmea Brie, que venceram a luta. Quatro dias depois, no SmackDown de 29 de janeiro, Paige anunciou que enfrentaria Nikki pelo Campeonato das Divas no Fastlane. Nas semanas seguintes, as irmãs Bella passaram a zombar de Paige. Depois desta derrotar Alicia Fox no Raw de 2 de fevereiro, Brie e Nikki a atacaram e picharam sua barriga com tinta preta, afirmando que Paige era muito branca e necessitava de um "bronzeamento". Posteriormente, no Raw de 16 de fevereiro, as Bellas roubaram as suas roupas, obrigando-a usar uma fantasia de um dos Rosebuds ("parceiros de festa" de Adam Rose). Na mesma noite, após derrotar Summer Rae, Paige confrontou Nikki e afirmou que ela não precisava ter uma boa aparência, mas somente vencer.
Em rivalidades menores, foi decidido no Raw de 16 de fevereiro que os campeões de duplas da WWE, The Usos (Jey Uso e Jimmy Uso) enfrentariam a equipe de Tyson Kidd e Cesaro pelo título no Fastlane após estes derrotarem os campeões no Raw da semana anterior. No SmackDown de 19 de fevereiro, foi confirmado que Stardust enfrentaria seu irmão e ex-parceiro de equipe Goldust no evento, depois que ele atacou este último no Raw de três dias antes. Posteriormente, Stardust explicou que sua ação foi devido as recentes derrotas da dupla nos shows da WWE. Neste mesmo dia, ficou decidido que Dolph Ziggler, Erick Rowan e Ryback enfrentariam Seth Rollins, Kane e Big Show em uma luta de trios no Fastlane. O combate foi marcado após o segundo trio, que juntos com Jamie Noble e Joey Mercury, atacaram Ziggler depois de seus confrontos contra Rollins neste programa e no Raw de 16 de fevereiro.

## Evento
| Equipe de transmissão  | Equipe de transmissão        |
| Papel:                 | Nome:                        |
| ---------------------- | ---------------------------- |
| Comentaristas          | John "Bradshaw" Layfield     |
| Comentaristas          | Michael Cole                 |
| Comentaristas          | Jerry Lawler                 |
| Comentaristas          | Carlos Cabrera (espanhol)    |
| Comentaristas          | Marcelo Rodríguez (espanhol) |
| Repórteres             | Eden (pré-show)              |
| Repórteres             | Tom Phillips (pré-show)      |
| Anunciadores de ringue | Lilian Garcia                |
| Anunciadores de ringue | Eden                         |
| Painel de discussão    | Booker T                     |
| Painel de discussão    | Byron Saxton                 |
| Painel de discussão    | Corey Graves                 |
| Painel de discussão    | Renee Young                  |

### Pré-show
Antes do inicio do evento, um pré-show foi transmitido gratuitamente no site da WWE, onde The Miz hospedou seu segmento de entrevistas chamado Miz TV, durante o qual ele repreendeu seu assistente pessoal Damien Mizdow, dizendo-lhe para se sentar no canto do ringue e virar de costas, aumentando a tensão entre os dois. Miz entrevistou Paul Heyman, representante do campeão mundial dos pesos-pesados da WWE, Brock Lesnar, informando ao público que seu cliente não estava presente. Heyman afirmou também que Lesnar não se importava com o vencedor do confronto entre Roman Reigns e Daniel Bryan no evento, pois ele o derrotaria no WrestleMania de qualquer maneira.

### Lutas preliminares
O primeiro combate realizado no Fastlane foi o confronto entre Dolph Ziggler, Erick Rowan e Ryback contra Seth Rollins, Big Show e Kane, acompanhados por Jamie Noble e Joey Mercury. O segundo grupo conseguiu a vitória após Big Show aplicar um K.O. Punch seguido de um Chokeslam de Kane em Ziggler, conseguindo assim realizar o pinfall com exito. Após a luta, Rollins continuou a atacar seus oponentes, porém o retornado Randy Orton veio em auxilio destes e aplicou seu movimento de finalização, o RKO, em  Noble, Mercury e Kane, enquanto Rollins fugiu para fora da arena.
A segunda luta da noite foi um confronto individual entre Stardust e Goldust. Este conseguiu a vitória após reverter a tentativa de um Cross Rhodes em um pinfall a seu favor. Após o fim do combate, os dois apertaram as mãos, mas em um segmento de bastidores, Stardust atacou Goldust e confrontou seu pai, informando-os de que a disputa não tinha acabado. Na luta seguinte, os Usos (Jey Uso e Jimmy Uso) defenderam o Campeonato de Duplas da WWE contra Tyson Kidd e Cesaro, que venceram o combate após Kidd realizar um Fisherman neckbreaker em Jimmy. Este foi o primeiro reinado da dupla, e o segundo de Kidd de forma individual.

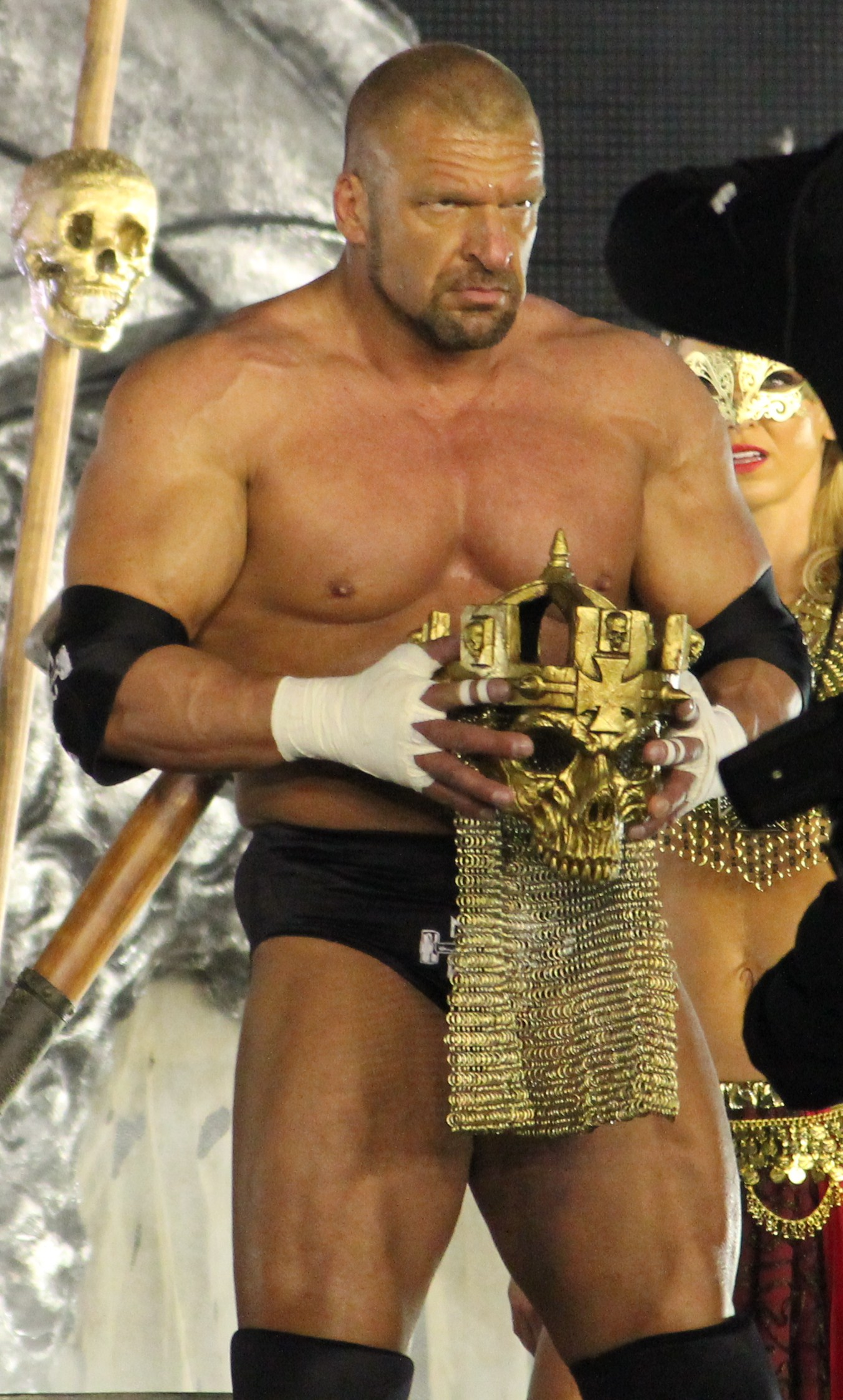
No Fastlane, Sting desafiou Triple H (foto) para uma luta no WrestleMania 31.

Na sequência, Triple H desafiou Sting para um confronto "face-a-face". Após a chegada deste último, Triple H se ofereceu para fazer negócios com Sting, permitindo a ele a ser imortalizado no WWE Network e até mesmo ser introduzido no Hall da Fama da WWE. Depois de não chegar a um acordo, Triple H o atacou, deixando o ringue para pegar uma marreta, mas quando voltou, foi surpreendido por Sting, que segurava um taco de beisebol, assim intimidando-o e fazendo-o recuar até o canto do ringue. Sting então apontou para o logotipo do WrestleMania, silenciosamente desafiando Triple H para uma luta no evento. Enquanto ele ia embora, este último ainda tentou o atacar por trás, mas Sting conseguiu o acertar primeiro com o bastão, aplicando seu movimento de finalização Scorpion Death Drop na sequência, encerrando o segmento. Foi revelado no final do show que um combate entre os dois no WrestleMania havia sido oficializado.
Na quarta luta da noite, Nikki Bella, acompanhada por sua irmã Brie, defendeu o Campeonato das Divas da WWE contra Paige. Nikki saiu vitoriosa após conseguir o pinfall enquanto ela segurava o short de Paige, um movimento ilegal despercebido pelo árbitro. Na sequência, Bad News Barrett defendeu o Campeonato Intercontinental contra Dean Ambrose. Barrett manteve o seu título depois que ele tentou abandonar a luta várias vezes, irritando Ambrose, que o cercou e o atacou no canto do ringue, não respondendo a contagem de cinco do árbitro, sendo portanto desqualificado. Após o combate, Ambrose aplicou seu movimento de finalização Dirty Deeds em Barrett e deixou o ringue com o título intercontinental.
Em outro segmento, vários druidas apareceram na rampa de entrada, enquanto um caixão foi levado para o ringue, levando o público a acreditar que The Undertaker estava retornando. Entretanto, foi revelado que Bray Wyatt estava dentro do caixão. Ele se referiu a Undertaker, dizendo que este era apenas uma sombra do passado, e que sua alma estava perdida no limbo. Wyatt então se auto-proclamou como a "nova face do medo na WWE" e desafiou formalmente Undertaker para um combate no WrestleMania, afirmando que reclamaria a alma deste para si.

### Lutas principais

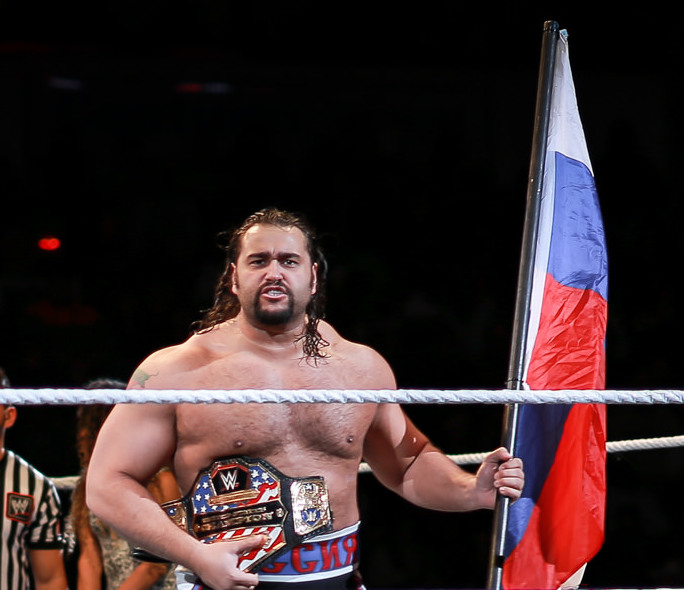
Rusev (foto) foi o primeiro a derrotar John Cena por submissão depois de 11 anos.

Na penúltima luta, Rusev, acompanhado por Lana, colocou o seu Campeonato dos Estados Unidos em jogo contra John Cena. Em um confronto equilibrado, Rusev conseguiu se esquivar de várias tentativas de Cena aplicar seu movimento de finalização Attitude Adjustment, e eventualmente quando ele realizou o golpe, Rusev escapou da contagem de três. Cena ainda o trancou por duas ocasiões sua manobra de submissão, o STF, mas em ambas Rusev se safou ao alcançar as cordas do ringue. Este, em contrapartida, também aplicou sua submissão, o Accolade, da qual Cena conseguiu escapar. No final do combate, enquanto Lana distraia o árbitro, Rusev aplicou um golpe baixo em Cena, permitindo-lhe realizar o Accolade pela segunda vez, fazendo seu oponente desmaiar, obrigando o árbitro a encerrar a luta. Esta foi a primeira derrota por submissão de Cena em 11 anos, tendo a última ocorrido no No Way Out de 2004.
No evento principal, Roman Reigns defendeu sua oportunidade de disputar o Campeonato Mundial dos Pesos-Pesados da WWE no WrestleMania 31 contra Daniel Bryan. Ambos realizaram alguns de seus movimentos característicos, incluindo o Running front dropkick de Reigns e a submissão Surfboard de Bryan. Este ainda conseguiu trancar Reigns no golpe Yes! Lock, mas ele chegou as cordas, obrigando-o a soltar. No meio do combate, quando Reigns estava do lado de fora do ringue, Bryan aplicou dois Suicide dives e na tentativa de um terceiro, Reigns reverteu o movimento em um Suplex. Depois disso, este último ainda aplicou um Superman Punch, mas Bryan conseguiu escapar da contagem de três. Bryan também realizou um Running Knee, porém Reigns conseguiu quebrar o pinfall. Na segunda tentativa de aplicar o golpe, Reigns o reverteu em seu movimento de finalização Spear, vencendo a luta. Visivelmente chateado, Bryan apertou a mão de Reigns e acrescentou "é melhor você chutar o traseiro  [sic] dele", em menção à Brock Lesnar, encerrando assim o evento.

## Após o evento

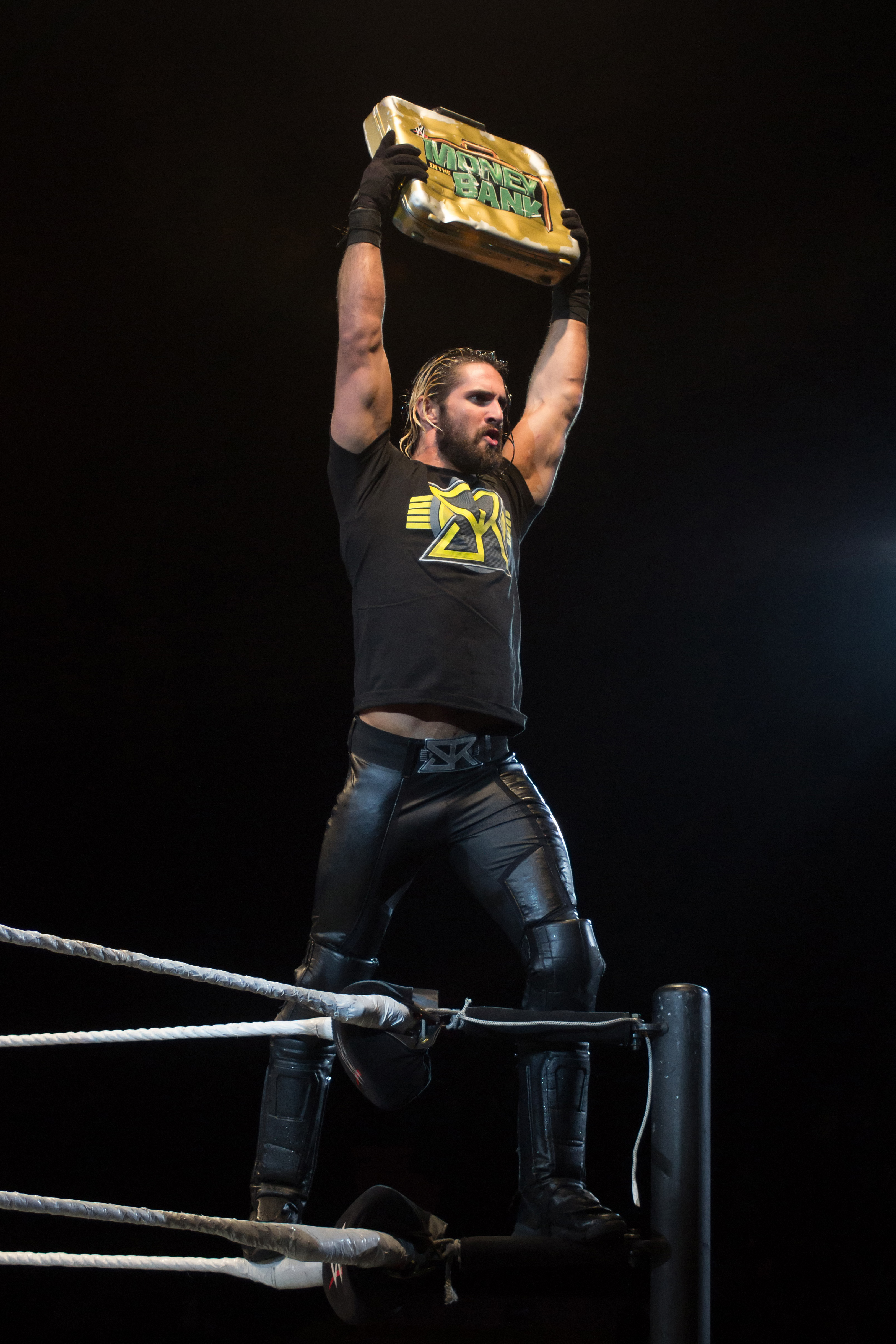
Após o Fastlane, Seth Rollins (foto) rivalizou com Randy Orton, que o derrotou no WrestleMania 31. Todavia, na mesma noite, Rollins se tornou no novo campeão mundial dos pesos-pesados da WWE.

No Raw do dia seguinte ao Fastlane, em 23 de fevereiro, Randy Orton deu início ao show desafiando Seth Rollins para uma luta, mas acabou recebendo sendo recebido pela The Authority (Triple H e Stephanie McMahon), que convenceu Orton a juntar-se novamente ao grupo para uma "causa maior". Nas semanas seguintes, Orton ajudou Rollins a ganhar suas lutas. Todavia, no Raw de 9 de março, Orton insultou todos os membros da Authority (Rollins, Kane, Big Show, Jamie Noble e Joey Mercury) e mais tarde naquela noite, enquanto ele e Rollins enfrentavam Roman Reigns em uma luta 2-contra-1, Orton se recusou a fazer tag com seu parceiro, perdendo intencionalmente o combate. Depois, Orton atacaria Rollins, aplicando seu movimento de finalização, o RKO, através da mesa dos comentaristas. No SmackDown de 12 de março, Orton desafiou Rollins para um combate no WrestleMania 31, que foi aceito quatro dias depois, no Raw de 16 de março. No WrestleMania, Orton saiu vencedor.
Também no Raw de 23 de fevereiro, enquanto Roman Reigns discursava sobre sua vitória no Fastlane, Daniel Bryan o interrompeu e o parabenizou pela vitória, oferecendo um aperto de mão, que Reigns aceitou. Nas semanas que antecederam o WrestleMania 31, Reigns confrontou várias vezes o representante de Brock Lesnar, Paul Heyman, afirmando que ele seria capaz de parar Lesnar e de vencer o Campeonato Mundial dos Pesos-Pesados da WWE, enquanto Heyman contra-argumentava que Reigns não poderia parar a sua "besta" [Lesnar]. No Raw de 23 de março, os dois se confrontaram pela primeira vez; durante o segmento, Reigns tomou o título de Lesnar e o ergueu. Este último, por sua vez, tentou pegar seu campeonato de volta, mas Reigns não deixou.
No evento principal do WrestleMania, enquanto Lesnar enfrentava Reigns pelo Campeonato Mundial da WWE, Seth Rollins interveio e descontou o seu contrato do Money in the Bank, transformando a luta em um confronto triple threat; Rollins conseguiu vencer após aplicar seu movimento de finalização Curb Stomp em Reigns. No Raw de 30 de março, Paul Heyman informou que Lesnar invocaria sua clausula de revanche naquela noite, mas Rollins se recusou a enfrenta-lo. Com fúria, o antigo campeão atacou Michael Cole e um cinegrafista com seu golpe F5 e como consequência, Stephanie McMahon o suspendeu indefinidamente.
Nas semanas seguintes ao Fastlane, John Cena desafiou Rusev para uma revanche pelo Campeonato dos Estados Unidos da WWE no WrestleMania 31, que foi recusada pelo campeão. No Raw de 2 de março, Stephanie McMahon decretou que Cena não iria competir no WrestleMania, a menos Rusev concordasse com o combate. Após este derrotar Curtis Axel na semana seguinte, ele fez várias observações insultuosas contra os Estados Unidos. Cena reagiu e atacou Rusev, fazendo-o desmaiar após ele aplicar a submissão STF. Sua representante, Lana, desesperada com a situação, aceitou a revanche de Cena no WrestleMania em nome de Rusev, que acabou sendo derrotado no evento.
Após Dean Ambrose se recusar a devolver o Campeonato Intercontinental da WWE para Bad News Barrett, foi anunciado em 26 de fevereiro no Facebook oficial da WWE que o título seria defendido no WrestleMania 31 em uma luta de escadas com "múltiplos lutadores", que envolveu R-Truth, Ambrose, Luke Harper, Dolph Ziggler, Stardust e Daniel Bryan. No evento, este último acabou saindo vitorioso. Também em continuações de rivalidades começadas no Fastlane que culminaram no WrestleMania, Paige se juntou a AJ Lee para derrotar as Bella Twins (Nikki Bella e Brie Bella), The Undertaker derrotou Bray Wyatt e Triple H, ajudado pelos membros da D-Generation X (Shawn Michaels, Billy Gunn, X-Pac e Road Dogg), derrotou Sting, que tinha sido auxiliado pela New World Order (Hulk Hogan, Kevin Nash e Scott Hall).

## Recepção
O FedEx Forum recebeu um público total de 13.263 pessoas. O evento teve 46.000 compras (excluíndo as visualizações através do WWE Network) em pay-per-view, abaixo das 183.000 vendas do Elimination Chamber de 2014. O DVD do evento foi lançado em 21 de abril de 2015.
O Fastlane recebeu críticas mistas. Matthew Asher, da seção de luta livre profissional do Canadian Online Explorer, deu ao evento uma classificação de três estrelas de um máximo de cinco; ele notou que o termino das lutas foram questionáveis e reação dos fãs, fraca. Segundo Asher, a razão para a falta de entusiasmo dos presentes na arena se deu devido ao final controverso do Royal Rumble e aos próprios resultados do Fastlane, que não satisfizeram os fãs. Ele ainda criticou os fins das lutas entre Goldust e Stardust, Nikki Bella e Paige, Bad News Barrett e Dean Ambrose e Rusev contra John Cena. Porém, Asher elogiou o confronto pelo Campeonato de Duplas da WWE, dando uma nota três de cinco estrelas e o evento principal entre Roman Reigns e Daniel Bryan, classificado com uma nota quatro.
Kenny Herzog, da revista Rolling Stone, notou que "parecia que os presentes na arena vieram em sinal de protesto, ou, no mínimo, de má vontade". Ele destacou negativamente a reação do público principalmente nos combates entre Stardust e Goldust e Nikki Bella contra Paige, que segundo o crítico "foram vaiados e desprezados". Herzog ainda elogiou o personagem de Tyson Kidd e a performance de sua dupla com Cesaro, notando que "até mesmo os espectadores gelados esboçaram reações aos golpes da equipe". Em relação ao evento principal, Herzog escreveu que "Daniel Bryan essencialmente ajudou a valorizar Reigns", e concluiu que a qualidade da luta não surpreendeu ninguém. Dave Meltzer, escrevendo para o Wrestling Observer Newsletter, elogiou o confronto pelo Campeonato de Duplas da WWE, bem como o evento principal entre Reigns e Bryan e a luta pelo Campeonato dos Estados Unidos, no qual ele classificou como a melhor da noite. Ele acrescentou como pontos negativos as lutas pelos Campeonatos Intercontinental e das Divas, descrevendo-as como "muito ruins".
James Caldwell, do Pro Wrestling Torch Newsletter, criticou o desanimo do publico e a vitória de Roman Reigns, afirmando que este ainda não estava pronto para lutar no evento principal de um WrestleMania. Entretanto, ele considerou o confronto entre Bryan e Reigns como o melhor da noite, classificando-o com uma nota três e meio de um total de cinco. Caldwell ainda notou que os combates de Goldust e Stardust e de Barrett contra Dean Ambrose serviram apenas como o "primeiro capítulo das rivalidades em percurso", da mesma forma que "Cena e Resev pareciam estar se resguardando para uma revanche".
Benjamin Tucker, também do Pro Wrestling Torch Newsletter, que participou do Fastlane, o avaliou com uma nota seis, descrevendo-o como "um evento que não precisava acontecer". Tucker sentiu que o publico de Memphis estava sendo injustamente responsabilizado pela "falta de empolgação no Fastlane", escrevendo: "É triste ver pessoas atacando a outras pessoas que gastam seu dinheiro suado para ver algo que amam, porque eles não podem fazer melhor. Isso tudo é ódio equivocado, um ódio terrível dos roteiros da WWE". Ele ainda acrescentou: "Se nós pagamos para ir a esses eventos, reagimos como nos sentimos. Se a WWE não pode fazer-nos sentir da maneira "adequada", então a culpa é deles, não nossa. E, infelizmente, esta noite foi definitivamente culpa deles, com um show medíocre que parecia um outro especial de três horas do Raw do que um pay-per-view de verdade."

## Resultados
| Nº                                          | Resultados | Estipulações                                                                                                   | Tempo |
| ------------------------------------------- | --- | --- | ----- |
| 1                                           | The Authority (Big Show, Kane e Seth Rollins) (com Jamie Noble e Joey Mercury) derrotou Dolph Ziggler, Erick Rowan e Ryback | Luta de trios                                                                                                  | 13:01 |
| 2                                           | Goldust derrotou Stardust                                                                                                   | Luta individual                                                                                                | 8:56  |
| 3                                           | Tyson Kidd e Cesaro (com Natalya) derrotaram The Usos (Jey Uso e Jimmy Uso) (c) (com Naomi)                                 | Luta de duplas pelo Campeonato de Duplas da WWE                                                                | 9:34  |
| 4                                           | Nikki Bella (c) (com Brie Bella) derrotou Paige                                                                             | Luta individual pelo Campeonato das Divas da WWE                                                               | 5:35  |
| 5                                           | Bad News Barrett (c) derrotou Dean Ambrose por desqualificação                                                              | Luta individual pelo Campeonato Intercontinental da WWE                                                        | 8:03  |
| 6                                           | Rusev (c) (com Lana) derrotou John Cena por submissão                                                                       | Luta individual pelo Campeonato dos Estados Unidos da WWE                                                      | 18:43 |
| 7                                           | Roman Reigns derrotou Daniel Bryan                                                                                          | Luta individual para determinar o desafiante ao Campeonato Mundial dos Pesos-Pesados da WWE no WrestleMania 31 | 20:11 |
| (c) – Refere-se aos campeões antes da luta. | | |       |